# Reformatorisch
Reformatorisch verwijst naar de Reformatie van de zestiende eeuw en de Nadere Reformatie van de zeventiende eeuw. Sinds de jaren zeventig van de 20e eeuw wordt de term (ook afgekort als refo) in Nederland vooral gebruikt als zelfaanduiding door organisaties uit de bevindelijk-gereformeerde zuil. De eerste organisatie die het begrip 'reformatorisch' beperkte tot de bevindelijk gereformeerden was het Reformatorisch Dagblad.
Daarnaast waren er nog organisaties uit de periode van voor de bevindelijk-gereformeerde zuilvorming die zichzelf als reformatorisch aanduidden. Voorbeelden hiervan zijn de Stichting voor Reformatorische Wijsbegeerte, die sinds 2010 Stichting voor Christelijke Filosofie heet, en de van 1975 tot 2001 bestaande Reformatorische Politieke Federatie (RPF), een partij die een orthodox-gereformeerde en geen bevindelijk-geformeerde grondslag had, maar ook veel evangelischen trok.